# 名古屋柳城短期大学
名古屋柳城短期大学（日语：／ Nagoya Ryūjō Tanki Daigaku *），简称柳短（りゅうたん），是一所位于日本爱知县名古屋市昭和区的私立短期大学。

## 概要

### 简介
- 学校最早可以追溯到1898年[1][2]。短期大学为于1953年开办[2]、由学校法人柳城学园经营、来源于加拿大的新教教会[2]。

### 历史
- 1953年 柳城女子短期大学成立并同时设置保育科[2]。
- 1996年 柳城女子短期大学变更为名古屋柳城短期大学[2]。
- 1997年 专科保育专攻成立[2]。
- 1998年 专科护理福利专攻专攻成立[2]。
- 2000年 开始招収男学生于专科[3]。
- 2001年 开始招収男学生于保育科[3]。

### 宪章
- 请参看名古屋柳城短期大学的标志 （页面存档备份，存于）2013年11月20日阅览。

## 学校环境
- 校区：在爱知县名古屋市昭和区

## 历任校长
- 新海英行：就任现在短期大学校长[1]于2008年[2]。

## 組織

### 学科
- 保育科

### 专科
- 保育专攻
- 护理福利专攻[注 1]

#### 业余课程
- 没有

### 附属学校
- 柳城幼儿园
- 丰田幼儿园
- 三好丘圣玛格丽特幼儿园

### 附属机关
- 图书馆

## 相关链接
- 日本短期大学列表